# Хаїт Валерій Ісаакович
Вале́рій Ісаа́кович Хаї́т (19 березня 1939, Нова Прилука, Липовецький район, Вінницька область — 1 лютого 2025 Одеса) — український російськомовний драматург, журналіст, поет, прозаїк, редактор, сатирик, телеведучий, член Союзу письменників СРСР. У 1960-х роках був капітаном одеської команди КВК; лауреат премії «Золотий Остап». Жив у Одесі.

## Життєпис
1956 року закінчив середню школу Білгорода-Дністровського. Протягом 1961—1971 років працював у інституті «Укржилпроект».
В 1966—1970 роках — капітан збірної команди КВК Одеси «Одеські трубочисти». Чемпіон Всесоюзного КВК 1967 року. 1971 року закінчує Одеський інженерно-будівельний інститут. Десять років відпрацював як інженер-проектувальник в «Укржитлобуді». Художній керівник одеських команд — чемпіонів Всесоюзного КВК в сезонах 1971—1972 («Ділові люди») та 1986—1987 років — «Перша команда одеських джентльменів».
Був співавтором ідеї та одним з організаторів одеських Гуморин в 1973—1976 та 1988—1995 роках. 1974 року в газеті «Вечірня Одеса» були надруковані його перші вірші для дітей. У 1986 році на прохання свого колеги Бориса Зільбермана погодився очолити команду Одеського медичного університету, з якою він брав участь у КВК протягом 1986—1990 років, та на базі якої у 1991 році була створена програма «Джентльмен-шоу».
1988 року заснував «Клуб одеських джентльменів». Був віце-президентом «Всесвітнього клубу одеситів» (з 1990 року), з 1997 року працював головним редактором одеського гумористичного журналу «Фонтан». У 1999—2000 роках — автор та ведучий телепередачі «Фонтан-клуб» на телеканалі 1+1 — загалом 50 випусків.
Помер 1 лютого 2025 року в Одесі у віці 85 років.

## Громадянська позиція
Під час повномасштабного вторгнення РФ до України на сторінках гумористичного журналу «Фонтан» підтримував Україну у своїх колонках:
|  | Ось вже майже чверть століття редактор журналу «Фонтан». А всього мені виповнилося 19 березня (тобто, вже у дні війни) 83 роки. Що я можу? Хтось скаже, що коли впертий та закомплексований пахан гонить свої zомбовані орди в Україну, коли гинуть цивільні та стираються із землі древні міста, випускати гумористичний журнал не дуже доречно. Але боротися з абсурдом (а те, що відбувається, інакше не назвеш!) можна, погодьтеся, лише одним способом: продовжувати робити те, до чого ти зобов'язаний, що краще всього вмієш. Славні українські воїни подають у цьому найбільш переконливий приклад – вони безстрашно відбивають атаки загарбників, демонструючи при цьому не лише героїзм, але і блискуче уміння це робити. Саме тому ми і вирішили, недивлячись ні на що, продовжувати випускати «Фонтан» і далі. Противопоставляючи затіяному Путіним абсурду здоровий глузд, до складу якого гумор, як невід'ємна частина нормального людського стану, обов'язково входить. І потім, як казав Довлатов, головне — не додавати зла у світі… |

Пізніше у сатиричній манері розписав власну версію спеціальної операції спецслужб по знищенню Росії, яка, за його версією, розпочалася ще у 1999 році (з моменту призначення наступником Єльцина Володимира Путіна) на очах у більшості населення.

## Творчість
Написав п'єси (разом з Г. Голубенком та Л. Сущенком):
- «Старі будинки»;
- «Король скрипалів»;
- «Подорож на Місяць».

### Також вийшли друком
- 1989 — поезії «До запитання», «Одеса», «Маяк»;
- 1993 — «Старі будинки» — разом з Г. Голубенком і Л. Сущенком (п'єса та театральні пародії);
- 1995 — прозові твори «Пробудження»;
- 1996 — поезії «Коло», Одеса, «Астро-принт»;
- 1999 — збірник «Частка жарту — вибране з почутого»;
- 2003 — «Частка жарту» — разом з Маріанною Гончаровою;
- 2006 — «Частка жарту» — разом з Юлією Хаїт;
- 2011 — «Дідусь танцює на балконі…».

## Родина
- Дружина Юлія — є співавтором творів Валерія Хаїта.
- Старший син — Хаїт Євген Валерійович, був чемпіоном Всесоюзного КВК 1987 року, один з авторів та учасників «Джентльмен-шоу» (помер 21 січня 2024 року)[7].
- Молодший син — Хаїт Ростислав Валерійович — автор, актор та продюсер Московського комічного квартету «Квартет І».